# Dunc Munro
Duncan Brown „Dunc“ Munro (* 19. Januar 1901 in Moray, Schottland; † 3. Januar 1958 in Montreal, Québec) war ein kanadischer Eishockeyspieler (Verteidiger) und -trainer, der von 1924 bis 1932 für die Montreal Maroons und Canadiens de Montréal in der National Hockey League spielte.

## Karriere
Dunc Munro stand beim Memorial Cup 1919 im Kader des siegreichen Teams der University of Toronto. Ab 1920 spielte er für die Toronto Granites und gewann in den Jahren 1922 und 1923 zweimal den Allan Cup. Dank dieser Erfolge stellten die Granites auch das Team, das Kanada bei den Olympischen Winterspielen 1924 in Chamonix vertrat. So wurde Munro Mannschaftskapitän des Teams, das die Goldmedaille bei Olympia gewann.
Natürlich hatte man auf die Spieler der Granites in der NHL ein Auge geworfen. Munro unterzeichnete einen gut dotierten Vertrag bei den neu gegründeten Montreal Maroons und spielte in der ersten Saison des Teams 1924/25 mit Reg Noble und dem nicht mit ihm verwandten Gerald Munro in der Verteidigung. Seinem Ruf als cleveren Geschäftsmann wurde er schon bei seinem ersten Vertrag mit den Maroons gerecht. Er ließ sich die Rechte für das Verlegen des Stadionhefts zusichern und verdiente sich hiermit einiges Geld dazu.
In der Saison 1925/26 gewann er mit den Maroons seinen ersten Stanley Cup. In der Saison 1927/28 verpflichteten die Maroons mit Hooley Smith einen Spieler, der mit ihm den Olympiasieg errungen hatte. Auch in diesem Jahr erreichten die Maroons die Finalserie, doch gegen die New York Rangers unterlag man in einer spektakulären Serie. Ein Herzinfarkt stoppte 1930 seine Spielerkarriere. Nach seiner Genesung stand er als Trainer hinter der Bande der Maroons. Von den Spielern, die in der ersten Spielzeit der Maroons deren Trikot trugen, war er derjenige, der am längsten im Kader stand. Den Spielern der Maroons wurden nachgesagt, sie würden sich mehr für Börsenkurse, als für Eishockey interessieren. Munro wurde hier meist stellvertretend genannt. Die Zeiten der Weltwirtschaftskrise trafen ihn hierbei auch hart.
Zur Saison 1931/32 wechselte er zum Lokalrivalen den Canadiens de Montréal. Nach einem Jahr bei den Canadiens beendete er seine aktive Laufbahn.

## Sportliche Erfolge
- Memorial Cup: 1919
- Allan Cup: 1922 und 1923
- Olympiasieger: 1924
- Stanley Cup: 1926